# Rádio Globo Minas
Rádio Globo Minas foi uma emissora de rádio brasileira sediada em Belo Horizonte, capital do estado de Minas Gerais. Operava no dial AM, na frequência 1150 kHz, e era uma emissora própria da Rádio Globo.

## História
A Rádio Globo havia ocupado o dial de Belo Horizonte nos anos 80, através da antiga Rádio Tiradentes, que operava nos 1150 kHz. Nos anos 90, a rádio foi substituída pela CBN e só retornou em 21 de abril de 2002, quando foi inaugurada a Rádio Globo Minas. Nesta data, José Carlos Araújo e Osvaldo Reis dividiram a narração do clássico Atlético-MG e Cruzeiro para marcar a reestreia da emissora.
A Rádio Globo Minas passou a maior parte da década de 2000 retransmitindo os programas da rede, salvo as versões locais do Manhã da Globo, Globo Esportivo e Panorama Esportivo. Em 2013, para aumentar a concorrência com as líderes Rádio Itatiaia e Rádio Inconfidência, a emissora expandiu sua programação local com a estreia da versão local do A Hora É Agora, apresentado por Sandra Pedrosa e Carlos Antônio, e a ampliação em uma hora de duração do Globo Esportivo. Em 2016, a equipe esportiva da emissora passou a fazer dobradinha com a CBN Belo Horizonte, formando a Seleção Rádio Globo/CBN a exemplo do que já acontecia em São Paulo e Rio de Janeiro.

Em 5 de dezembro de 2016, o Sistema Globo de Rádio anunciou o encerramento das atividades da Rádio Globo Minas para o dia 12 de dezembro, bem como a demissão de vários profissionais da emissora. Segundo Igor Pinheiro Binder, coordenador de comunicação do SGR, a medida foi tomada devido aos custos de operação, bem como o objetivo de relançar a emissora em FM no ano seguinte. A partir da mudança, a CBN Belo Horizonte voltará a ocupar os 1150 kHz onde já havia transmitido entre a década de 1990 e 2002.

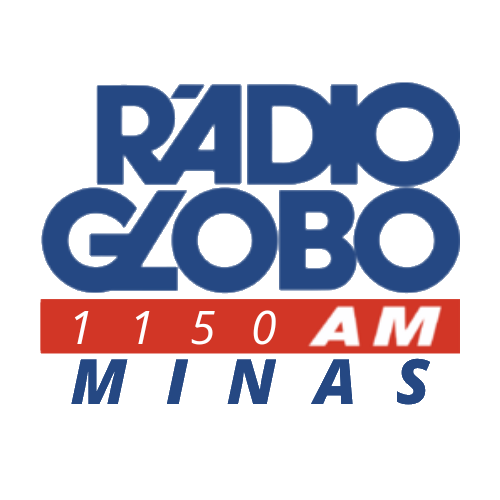
Logotipo da reinauguração da emissora entre abril de 2002 e abril de 2009